# Grande moschea del sultano Qabus
La Grande Moschea del Sultano Qabus (In arabo: جَامِع ٱلسُّلْطَان قَابُوْس ٱلْأَكْبَر, Jāmiʿ As-Sulṭān Qābūs Al-Akbar) è la moschea principale del Sultanato dell'Oman, situata nella capitale Mascate.
L'edificio è stato inaugurato il 4 maggio del 2001, in occasione dei 30 anni di regno del defunto Qābūs bin Saʿīd Āl Saʿīd.

## Descrizione
Nel 1992, Qābūs bin Saʿīd Āl Saʿīd, sultano dell'Oman, disse che la sua Nazione avrebbe avuto bisogno di una "Gran Moschea". Dopo una attenta discussione sullo stile da adottare, la costruzione venne iniziata nel 1994. I lavori, appaltati all'azienda Carillon Alawi LCC, sono durati 6 anni e 7 mesi, per poi finire nel 2001. Per realizzarla sarebbero state utilizzate oltre 300.000 tonnellate di arenaria importata dall'India. 
Il complesso copre un'area di oltre 40.000m2. Il muṣallā principale è una piazza quadrata di esattamente 74,4x74,4 metri, con la cupola centrale che tocca i 50 metri di altezza. Quest'ultima, con il minareto principale e i 4 laterali, sarebbe ciò che più colpisce l'occhio del fedele che vi si addentra.
Il musalla principale può ospitare fino a 6500 musulmani, mentre in quello femminile la capienza massima è di 750. Il terreno pavimentato all'esterno può contenere ulteriori 8000 fedeli. Si stima però che la Moschea possa arrivare a contenere fino a 25000 fedeli, sfruttando tutti gli spazi messi a disposizione.

### Interni
La caratteristica principale dell'interno della moschea è indubbiamente il tappeto, il quale copre tutto il pavimento del musalla principale. Questo conterebbe 1.700.000.000 nodi e peserebbe 21 tonnellate. Unirebbe diversi stili tradizionali persiani, presentando 28 colori diversi ottenuti da prodotti naturali.
Con una misura di oltre 70x60 metri (4343m2), costituì un primato che sarebbe stato battuto solo in un secondo momento dal tappeto della Gran Moschea dello Sceicco Zayed, ad Abu Dhabi. Sarebbe poi stato realizzato a mano da tessitori iraniani alla corte reale del Oman.
L'interno contiene anche un pregiato lampadario realizzato dalla compagnia italiana Faustig con un peso superiore 8,5 tonnellate, con oltre 600.000 cristalli e 1122 lampadine. Con i suoi 14 metri di altezza, sarebbe poi stato il più grande del mondo, prima di venire anche esso superato sempre dalla Gran Moschea dello Sceicco Zayed. Altri 34 lampadari sono distribuiti nella sala da preghiera e nel vestibolo.